# Anton Bruggisser
Anton Bruggisser (* 15. März 1835 in Wohlen; † 21. März 1905 ebenda) war ein Schweizer Arzt und Politiker.

## Biografie
Geboren als Sohn des Wohler Rechtsanwalts und späteren Nationalrats Johann Peter Bruggisser besuchte Anton Bruggisser die Kantonsschule Aarau. Ab 1854 studierte er an den Universitäten München, Würzburg, Prag, Wien und Bern Medizin. In Würzburg schloss er sich 1857 dem Corps Nassovia an. Nach Abschluss des Studiums mit der Promotion zum Dr. med. liess er sich 1858 als Arzt in Wohlen nieder, wo er bis 1897 praktizierte. 1871 wurde er Teilhaber der väterlichen, von seinem Grossvater gegründeten Strohflechtereifirma M. Bruggisser & Co., deren Leitung er später übernahm.
Von 1879 bis 1889 gehörte er dem Aargauer Grossen Rat an. Nach den Parlamentswahlen 1881 war er bis 1884 liberaler Abgeordneter im Nationalrat. Er war sowohl Mitglied der kantonalen als auch der eidgenössischen Sanitätskommission. Politisch engagierte er sich für die Gründung des Kantonsspitals Aarau, der Pflegeanstalt Muri und des Aargauer Lungensanatoriums in Erlinsbach.
Von 1862 bis 1872 stand er der Bezirksschulpflege Wohlen und von 1873 bis 1879 der Gesamtschulpflege vor. Im Rahmen seines gemeinnützigen Engagements war er Präsident der Ersparniskasse Bremgarten-Muri, der Kulturgesellschaft Bremgarten und des Gemeinnützigen Ortsvereins Wohlen.